# Hermano de alma
Hermano de alma (en francés: Frère d'âme) es una novela del autor francés David Diop. Publicada por primera vez en francés el 16 de agosto de 2018 por Éditions du Seuil, ganó el Prix Goncourt des Lycéens ese mismo año. 
La traducción al inglés de Anna Moschovakis ganó el Premio Internacional Booker 2020.  Fue publicada en el Reino Unido por Pushkin Press y en Estados Unidos por Farrar, Straus y Giroux. 

## Trama
Alfa Ndiaye y su hermano adoptivo Mademba Diop son tiradores senegaleses que luchan en la Primera Guerra Mundial. Un día, Alfa bromea sobre el tótem de la familia Diop, el pavo real, afirmando que es cobarde en comparación con el león de la familia Ndiaye. Queriendo demostrar su valentía, Mademba se lanza a la batalla y es destripado. Mademba le pide a Alfa que lo mate repetidamente, pero Alfa no puede hacerlo. Después de la muerte de Mademba, Alfa captura a los soldados alemanes y los destripa. Cuando suplican por la muerte, él los mata, concediéndoles una misericordia que no pudo darle a Mademba. Luego trae sus manos cortadas y sus rifles al campamento.
Al principio, es aclamado como un héroe por su valentía, pero sus compañeros soldados rápidamente se dan cuenta de que está cayendo en una espiral de locura y le tienen miedo. Después de la séptima mano cortada, el comandante ordena a Alfa que se tome un mes de licencia. Mientras recibe tratamiento en un hospital psiquiátrico por el Dr. François, Alfa recuerda su infancia y su vida en Senegal. Entierra su colección de manos momificadas y luego viola y mata a la hija del Dr. François.
La narrativa cambia abruptamente para contar una historia senegalesa sobre una princesa voluble y un hechicero sin cicatrices. Se reflexiona sobre el significado de historias dentro de historias y la dificultad de traducción. El narrador habla con la voz de Mademba, creyendo que ahora vive en el cuerpo de Alfa.

## Recepción de la crítica
Las críticas de la novela fueron en general favorables. RFI calificó el libro original de "incisivo y mordaz", destacando el estilo "muy directo" de Diop.  Le Monde lo consideró una historia subversiva dotada de "innegables cualidades literarias", publicada oportunamente a tiempo para el centenario del Día del Armisticio.  Angelique Chrisafis en The Guardian dijo que el libro era "desgarrador y poético".  Suzi Feay en The Spectator escribió sobre la novela como "poderosa" y "llena de ecos y portentos".  En The New York Times, Laura Cappelle elogió la obra por contribuir a "un análisis de la historia colonial en la ficción francesa", y Chigozie Obioma la describió como una novela "extraordinaria" sobre una "mancha de sangre en la historia humana".   Anna Branach-Kallas argumentó que la novela conmemora la contribución de los soldados africanos del ejército francés en la Primera Guerra Mundial al enfatizar su vulnerabilidad y su traumática transformación en el frente.  Mehrul Bari en The Daily Star escribió: "Aquí se pueden encontrar las idiosincrasias clásicas de las historias africanas —los encantos, la sabiduría— más notablemente en la caracterización de Alfa, que se parece a narradores heroicos y jactanciosos como The Palm-Wine Drinkard, que son capaces de realizar hazañas fantásticas sin pensarlo dos veces." 
La novela fue finalista en 2018 de los cuatro grandes premios literarios franceses (Goncourt, Médicis, Femina, Renaudot).  El (5 de noviembre de 2018, finalmente obtuvo el Premio Goncourt des Lycéens en la segunda vuelta de la votación por cinco votos sobre Le Malheur du bas de Inès Bayard y La Vraie Vie de Adeline Dieudonné. 
La traducción al inglés de la poeta estadounidense Anna Moschovakis se tituló At Night All Blood Is Black. Ganó el Premio Internacional Booker en 2020, lo que convirtió a Diop en el primer escritor francés en recibir este premio. 

### Premios
- Premio Goncourt des Lycéens 2018 [15]
- Premio Patrimoines 2018 [16]
- Premio Globo de Cristal a la mejor novela 2019 [17]
- Premio Ahmadou-Kourouma 2019 [18]
- Prix des lecteurs lycéens de l'Escale du livre 2019 [19]
- Premio Strega Europa 2019 [20]
- Los Angeles Times Book Prize categoría ficción 2020 [21]
- Premio Internacional Booker 2020 [22]